# Invisible (álbum de Invisible)
Invisible, de 1974, es el primer álbum de estudio de la banda de rock argentina Invisible y el séptimo en el que tiene participación decisiva Luis Alberto Spinetta. La banda, integrada por el propio Spinetta (voz y guitarra), Pomo Lorenzo (batería) y Machi Rufino (bajo), se había propuesto realizar un sonido diferente del que predominaba en el rock nacional e internacional en aquel momento, tocando sin distorsión y buscando un sonido más claro y aleatorio.
El arte de tapa, al igual que las ilustraciones que acompañan las letras de los temas en el sobre interior, son dibujos del artista plástico holandés M.C. Escher, en cuya obra Spinetta encontró inspiración, así como en las culturas indígenas originarias.
En la primera edición en vinilo de 1974, el álbum se organizó como un álbum doble, integrado por un LP y un simple titulado La llave del mandala. El sobre traía ambos discos y tenía todas las letras del álbum y del simple, cada una de ellas encabezada por una imagen, cuatro de ellas obras de Escher. La reedición del álbum en 1985, prescindió tanto del simple adicional, como de las letras de ambos temas en la contratapa. La reedición del álbum en CD, en la década de 1990, incluyó los dos temas del simple, como bonus tracks, junto a los otros dos simples editados por la banda.   
Ha sido incluido en la posición #65 entre los 100 mejores álbumes del rock argentino por la revista Rolling Stone. Notablemente ninguno de sus temas figuran en las listas de las mejores canciones de Spinetta.
En el megarrecital Spinetta y las Bandas Eternas organizado por Luis Alberto Spinetta en 2009 para celebrar sus 40 años en la música, Spinetta interpretó dos temas del álbum, "Jugo de lúcuma" y "Lo que nos ocupa es esa abuela, la conciencia que regula el mundo", este último del simple anexo.
Fue grabado en Estudios Phonalex en abril del año 1974. El álbum era presentado en un espectáculo audiovisual, que incluía películas y actuaciones dramáticas.

## La portada
La portada del álbum es la obra "El charco" del dibujante holandés M.C. Escher. La obra de Escher inspiró fuertemente a Spinetta, especialmente en este álbum, en el que no solo figura en la tapa, sino también en la contratapa del LP, donde cuatro temas están encabezados por dibujos del pintor holandés. Finalmente, entre los créditos del álbum, en el extremo inferior derecho de la contratapa, Spinetta colocó también un autorretrato de Escher.
"El charco" (Puddle en el original) es un dibujo de un charco en medio de una calle de barro con huellas (de auto, zapatos y bicicleta), en el que se refleja el bosque, el cielo y la luna llena. El dibujo se caracteriza por incluir una perspectiva dentro de otra perspectiva, a la vez de capturar tres elementos: agua, tierra y cielo.
La obra de Escher se caracteriza por estar enfocada hacia las paradojas, el teselado y otros conceptos visuales abstractos. Escher también se caracterizó por ser un artista europeo, interesado en las perspectivas no europeas, como los mandalas orientales y los diseños árabes que descubrió en la Alhambra.
Spinetta, que era un dibujante aficionado que había estudiado un año la carrera de Bellas Artes, y realizó varios dibujos para sus discos y carteles de presentación, ha mencionado a Escher al referirse a los mandalas, diciendo que él conocía los mandalas a través de Escher y Jung, antes de leer el libro taoísta El secreto de la flor de oro, que lo inspiraría en el álbum siguiente de la banda: Durazno sangrando.

## El álbum
La música de este disco es inclasificable. Partes densas, conviviendo con pasajes instrumentales. Poderosos riff y melodías de inusual riqueza.
El dislocamiento rítmico.

## Los temas
El álbum abre con "Jugo de lúcuma" y está presidido en la contratapa por la obra "Tres esferas I" de M.C. Escher. La lúcuma es una fruta dulce de origen peruano, proveniente de la cultura incaica, muy utilizada en la gastronomía del norte peruano y en todos los países del Pacífico sudamericano. La fruta es virtualmente desconocida en Argentina, pero Spinetta había estado en Ancón, en el norte de Lima, en los inicios de Almendra y pudo haber probado el jugo de lúcuma en aquella oportunidad.
En la letra Spinetta bebe del cuerpo de lúcuma de Lorena. Las esferas, en tanto, esperan solas y ardiendo. La música comienza con un extraño sonido similar a un órgano ejecutado por la guitarra, para dar paso a un riff y la voz de Spinetta apareciendo para cantar «jugo de lúcuma chorreando en mi». Las melodías cantadas se alternan con sucesivos cambios de ritmo con influencia del jazz y dos solos de guitarra, el último de los cuales termina abrutamente para finalizar la canción. Fue uno de los dos temas del álbum que Spinetta incluyó en el recital de las Bandas Eternas en 2009.

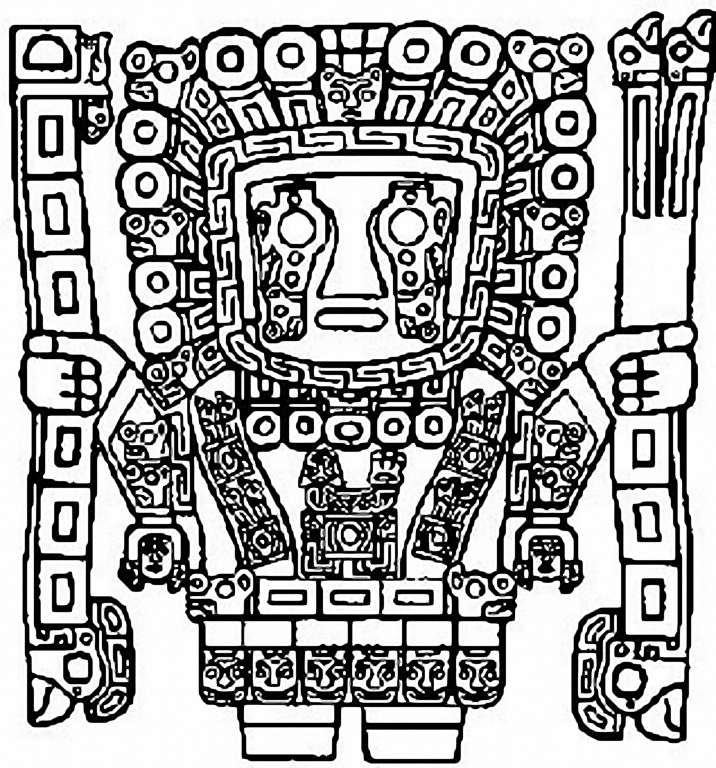
Imagen central en la Puerta del Sol, en Tiwanaku. Las culturas de los pueblos originarios de América fueron una fuente de inspiración para Spinetta. "El diluvio y la pasajera" fue definida por Spinetta como una "fantaciencia de los orígenes precolombinos". En el álbum Kamikaze, dedicaría dos temas a Túpac Amaru II. Spinetta ha declarado que "no creo que el sol represente para mi una obsesión (pero) si pudo haberlo representado para los incas".

El segundo tema es "El diluvio y la pasajera", el más largo del álbum (8:46) y uno de los que suelen ser señalados como los mejores del álbum. En la contratapa, el tema está encabezado por la imagen de una esfera atravesada por una aguja. Spinetta interpreta una guitarra acústica y la canción tiene amplios espacios instrumentales dedicados a la improvisación. La letra, en la que se destaca la segunda voz de Machi Rufino, ha explicado Spinetta que está relacionada con las culturas precolombinas:

Es como una fantaciencia de los orígenes precolombinos, una hipótesis del grado científico que habían alcanzado los tipos. La letra dice que "desde el cuerpo del volcán ya muerto los indígenas preparan otro rayo laser, para que el diluvio ya jamás los seque". Siempre tuve la sensación de que esas culturas fueron muy sabias y aunque fueron diezmadas y sus tesoros fueron violados, creo que sus secretos permanecen y aún están en actividad. El año que cursé en Bellas Artes tuve una lecciones de cultura azteca e inca que me marcaron mucho. Me sentí atraído por el hecho de saber que esas culturas son tan cercanas y de observar que lo único que quedó de ellas, según el concepto de mucha gente, son los cabecitas negras.
Luis Alberto Spinetta

El tercer tema es "Suspensión", un rock pesado en el que la banda deja la regla de no usar la distorsión, y que también es considerado entre los puntos más altos del disco. En el reverso está presidido por otra imagen de Escher, "Dragon", que muestra a un dragón atrapado en la bidimensionalidad. Un tema que se caracteriza por un riff que recuerda a Black Sabbath y nuevamente el canto a dos voces de Spinetta y Machi Rufino, se destaca dándole un toque oscuro.
El cuarto tema es "Tema de Elmo Lesto". En la contratapa del álbum está precedido de una imagen de Elmo Lesto, dibujada por el propio Spinetta. Es el único tema instrumental del disco, que se caracteriza por una escala descendente que repiten el bajo y la guitarra. Elmo Lesto era un personaje-muñeco, con una cabeza gigante de cartón, que subía al escenario en los conciertos de la banda, para interrumpirlos por algún motivo sin sentido, a veces actuando como árbitro de fútbol que expulsaba a todos, a veces como Supermán o como boxeador. En los primeros conciertos era el productor e historiador Miguel Grinberg quién actuaba de Elmo Lesto.
El quinto tema es "Azafata del tren fantasma", con una duración de 8:21. En la contratapa, la letra aparece encabezada por una imagen del rey de espadas, que tiene la espada clavada en la espalda. La letra según Spinetta está inspirada en un dicho que él había oído algunas veces y que le causaba mucha gracia: «azafata del tren fantasma». Con esa imagen compuso un relato que trata de un rey acuchillado por la traición de sus propios vasallos durante un banquete. El rey puede ver a la azafata del tren fantasma viendo la escena desde la escalera, que ríe cuando el rey es asesinado y finalmente lo embalsama, mientras ella permanece eterna. La canción termina con la frase: «no habrá flores ni vientos que lo hagan gritar». La canción ha dado lugar a interpretaciones políticas que Spinetta ha negado categóricamente. Entre los espacios cantados, la banda se extiende en amplias partes instrumentales, con destacados desempeños de Pomo en la batería y Machi Rufino en el bajo.
El sexto tema es "Irregular" que pone fin al LP original. Precedido en la contratapa por una foto de una montaña de escombros detrás de la cual asoma la torre de una iglesia. Se trata de un tema mayormente instrumental, que intencionalmente busca la irregularidad en el ritmo, la melodía y el volumen. Hacia la segunda parte aparece la voz de Spinetta cantando una letra que habla de la incomprensión en la ciudad, de Dios y del tráfico «que es irregular», una antigua obsesión de Spinetta, según él mismo confesó.

Los cimientos arquitectónicos de las ciudades contrastan con los fines simbólicos del alma, y en la irregularidad del tránsito se refleja esa contradicción.
Luis Alberto Spinetta.

El lado A del simple anexo al álbum es "La llave del mandala". La influencia de Escher en este tema es directa: un mandala del artista holandés, "Límite del Círculo IV", de 1960, encabeza el tema en la contratapa del álbum. En el CD, este mandala de Escher ocupa la contratapa. El mandala elegido está construido de figuras diabólicas, similares a murciélagos, blancos y negros, que representan un universo de ángeles y demonios. Spinetta mismo dibujaba mandalas cotidianamente, viéndolos como "esferas curativas". Se trata de una temática muy importante para la ideología que iba conformando Spinetta.
El tema tiene la base de un rock fuerte, con un riff poderoso que envuelve el canto, que ingresa al promediar en un espacio más sinfónico que cierra con el recitado hipnótico de las frases "«todo mandala está en el adentro, todo mandala está en el afuera».
El último tema es "Lo que nos ocupa es esa abuela, la conciencia que regula el mundo", lado B del simple adjunto. En la contratapa la canción está presidida por la foto del rostro de un hombre mayor surcado por arrugas. Se trata de un tema psicodélico, relacionado con la conciencia, uno de los conceptos clave de Carl Jung.

## Edición Original 1974
Todos los temas fueron compuestos y arreglados por Invisible (Spinetta, Pomo, Machi).
Lado A
1. Jugo de lúcuma (4:29)
2. El diluvio y la pasajera (8:46)
3. Suspensión (5:42)

Lado B
1. Tema de Elmo Lesto (2:24)
2. Azafata del tren fantasma (8:21)
3. Irregular (7:37)

Simple
1. La llave del mandala (4:13)
2. Lo que nos ocupa es esa abuela, la conciencia que regula el mundo (4:19)

## Reedición 1985
Lado A
1. Jugo de lúcuma – 4' 29
2. El diluvio y la pasajera – 8' 46
3. Suspensión – 5' 42

Lado B
1. Tema de Elmo Lesto – 2' 24
2. Azafata del tren fantasma – 8' 21
3. Irregular – 7' 37

## Compact Disc
Todos los temas fueron compuestos y arreglados por INVISIBLE (Spinetta, Pomo, Machi)
1. Jugo de lúcuma – 4:29
2. El diluvio y la pasajera – 8:46
3. Suspensión – 5:42
4. Tema de Elmo Lesto – 2:24
5. Azafata del tren fantasma – 8:21
6. Irregular – 7:37

Bonus tracks
1. La llave del Mandala – 4:13
2. Lo que nos ocupa es esa abuela, la conciencia que regula el mundo – 4:19
3. Elementales leches – 3:41
4. Estado de coma – 3:22
5. Oso del sueño – 4:36
6. Viejos ratones del tiempo – 5:59

## Músicos
- Carlos Alberto "Machi" Rufino: Bajo y voz.
- Héctor "Pomo" Lorenzo: Batería, percusión, y guitarra en El diluvio y la pasajera.
- Luis Alberto Spinetta: Guitarra y voz.

## Ficha técnica
- Mánager de Grabación: Billy Bond.
- Foto de tapa: M.C. Escher.
- Fotos: Hidalgo Boragno
- Gráfica: Juan Oreste Gatti